# Тампа Бей Рейс
„Тампа Бей Рейс“ е американски бейзболен отбор от град Сейнт Питърсбърг, Тампа, Флорида. Рейс се състезават в Мейджър Лийг Бейзбол (МЛБ), като са част от Американската лига в източната дивизия. Отборът играе мачовете си на Тропикана Фийлд от създаването си. Рейс са един от двата професионални бейзболни отбора във Флорида, заедно с Маями Марлинс.
След почти 30 години неуспешни опити, за да позволи разширяване на лигата и създаване на отбор в района на Тампа или преместването на съществуващ отбор там, през 1995 година е одобрено създаването на отбора. Първият сезон е през 1998 година, под името Тампа Бей Девил Рейс. Първите 10 години на отбора са широко описвани като безсмислени, след като те завършват на последно място в дивизията си, като веднъж завършват на предпоследно място през 2004. През 2007 година, отборът е закупен от Стюърт Стърнберг, който променя името от "Девил Рейс" на "Рейс". През 2008 година, Тампа правят първия си печеливш сезон, като печелят първата си дивизия и за пръв път печелят Американската лига (като побеждават на финала Бостън Ред Сокс, считани за техен най-голям съперник). На финала на световните серии губят от Филаделфия Филис. От тогава, Рейс играят в плейофите още 8 пъти, печелейки лигата през 2020 и отново губят финала от Лос Анджелис Доджърс. Тампа Бей Рейс е един от петте останали отбора, които все още не са печелили титлата на МЛБ със Сан Диего Падрес, Колорадо Рокис, Милуоки Брюърс и Сиатъл Маринърс.
Големите съперници на отбора са считани Бостън Ред Сокс и Ню Йорк Янкис, които играят в Американската лига.  Друг техен съперник е считан отбора на Маями Марлинс, които играят в Националната лига.
До 2023, Рейс са с 49% победи с 2 011 победи, 2 097 загуби.